# Observatório Astronômico Nacional do Japão

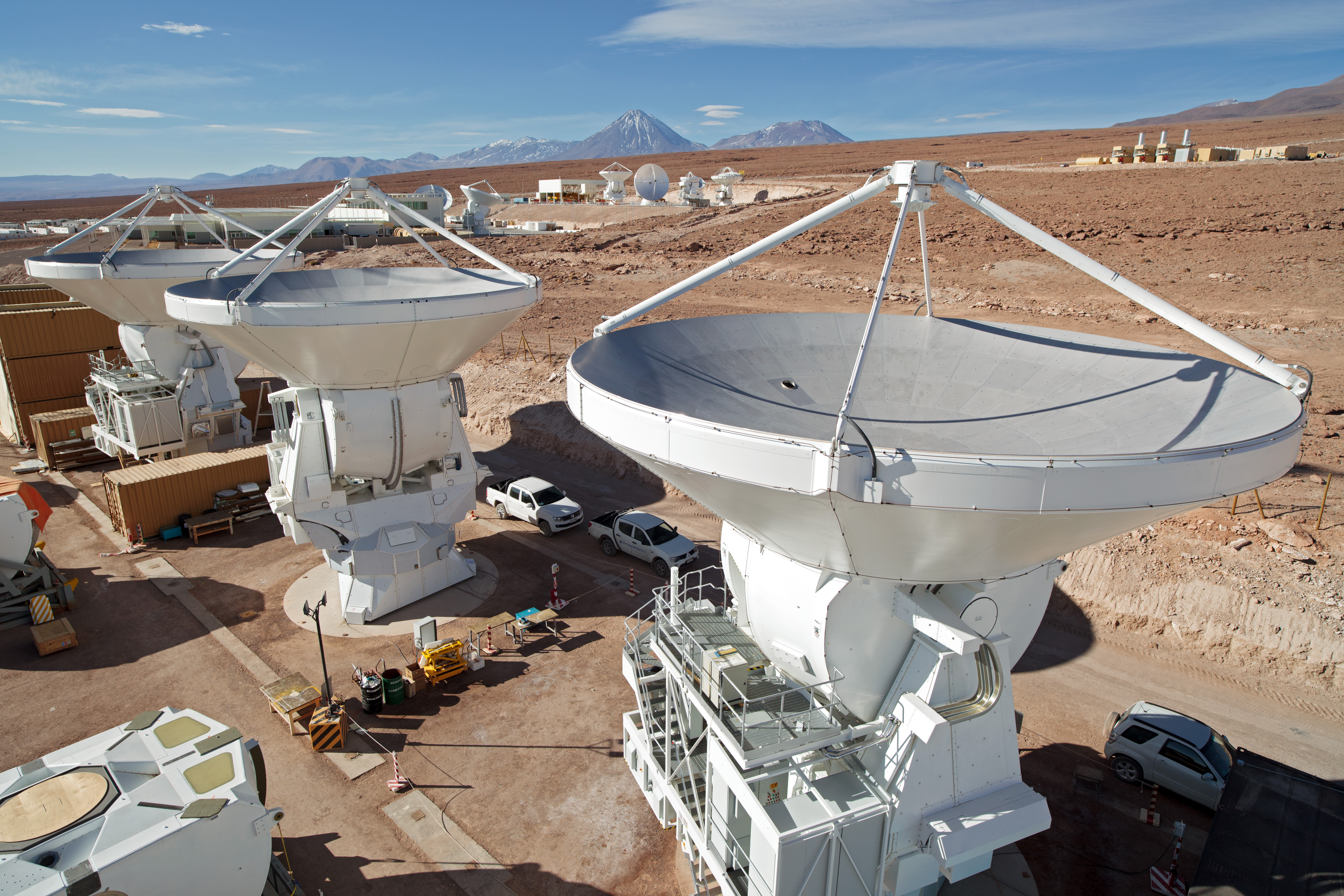
O Observatório Astronômico Nacional do Japão está envolvido na construção do ALMA.

O Observatório Astronômico Nacional do Japão (国立天文台, kokuritsu tenmondai) é uma organização astronômica de pesquisa que compreende várias instalações no Japão, assim como um observatório no Havaí. Foi criado em 1988 como uma fusão de três organizações de investigação existentes - o Observatório Astronômico de Tóquio da Universidade de Tóquio, Observatório Internacional Latitude de Mizusawa, e uma parte do Instituto de Pesquisa Atmosférica da Universidade de Nagoya.
Na reforma de organizações nacionais de investigação de 2004, O Observatório Astronômico Nacional do Japão tornou-se uma divisão dos Institutos Nacionais de Ciências Naturais.